# Micrathena gaujoni
Micrathena gaujoni là một loài nhện trong họ Araneidae.
Loài này thuộc chi Micrathena. Micrathena gaujoni được Eugène Simon miêu tả năm 1897.